# Festival international du film ornithologique de Ménigoute

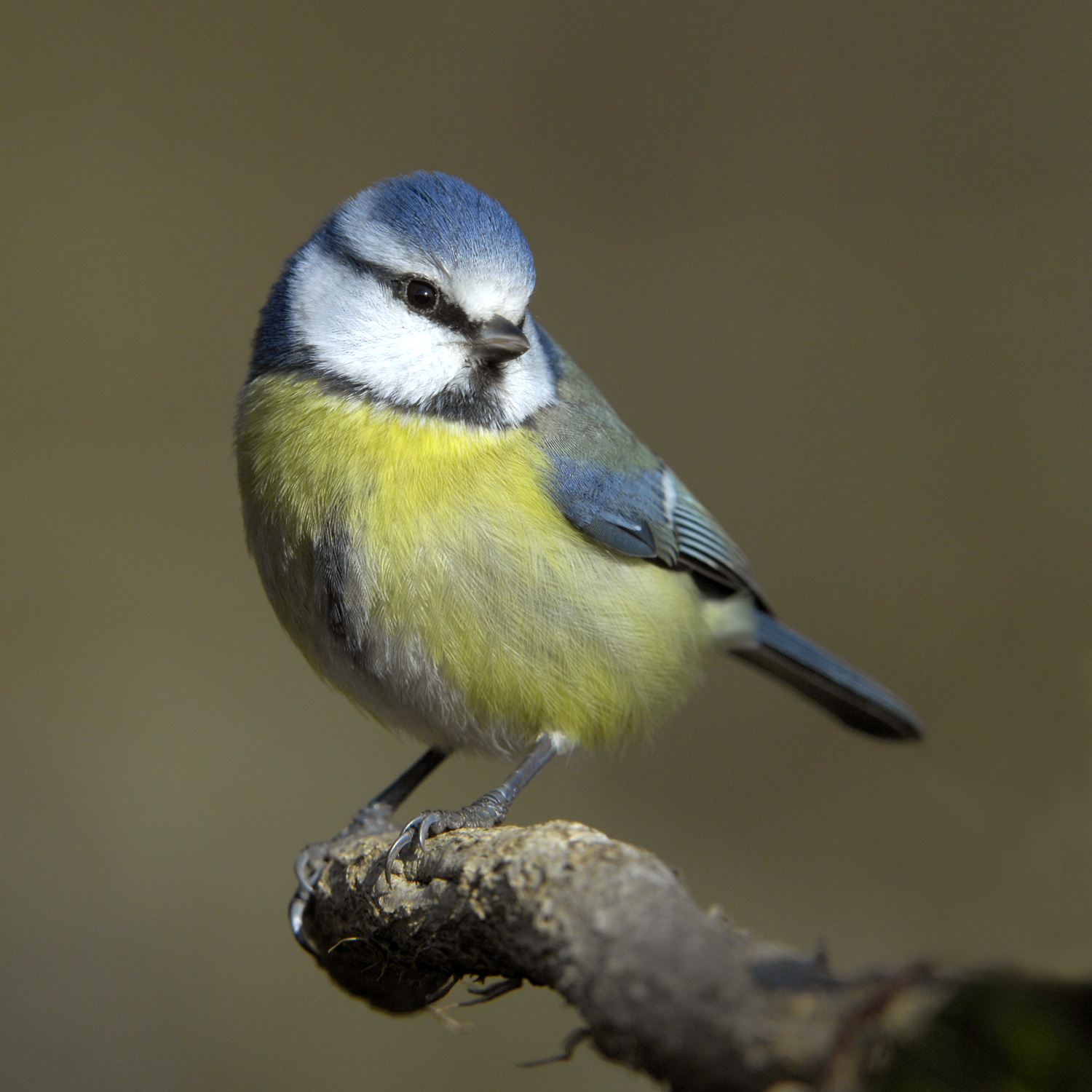
Mésange bleue (Parus caeruleus), espèce très commune en France.

Le Festival international du film ornithologique de Ménigoute est le plus important festival ornithologique en France, et se tient chaque année durant la semaine de la Toussaint (fin octobre-début novembre) dans la ville de Ménigoute, dans le département des Deux-Sèvres. La première édition date de 1985. Plusieurs dizaines de documentaires animaliers, en provenance du monde entier, y sont présentés en compétition.
Le festival attire chaque année entre 25 000 et 30 000 visiteurs .